# Uluzzien
Als Uluzzien wird eine rund um die Adria zwischen -43'000 und -37'000 verbreitete archäologische Kultur  bezeichnet. Sie wurde bis 2011 dem Neandertaler und damit dem Mittelpaläolithikum zugeordnet. Unter der Annahme, dass die früheren Bewohner durch die späteren verdrängt wurden, neigte man dann zum anatomisch modernen Menschen und damit dem Jungpaläolithikum, obwohl bereits Bednarik (2009) zu bedenken gab, dass es auch kulturell bedingt zu einer grazileren Körperform gekommen sein könnte. Erneut zur Einordnung ins Mittelpaläolithikum empfehlen Zilhão et al. (2015).
Insgesamt sind mehr als zwanzig Uluzzienfundorte in Italien bekannt, ein möglicher weiterer Fundort befindet sich auf der Peloponnes. Der Name der Kultur geht auf Baia di Uluzzo zurück, eine kleine Meeresbucht im südlichen Apulien, wo entsprechende Funde Anfang der 1960er Jahre in der Grotta del Cavallo gemacht wurden.
Das Uluzzien wurde vielfach als „Übergangsindustrie“ bezeichnet. Demnach lag es zwischen dem Moustérien, in dem noch Neandertaler existierten, und dem Aurignacien, in dem der anatomisch moderne Mensch in Europa erschien. Arturo Palma di Cesnola hatte 1964 zwei Zähne in der Uluzzienschicht der Grotta del Cavallo entdeckt. Sie wurden lange Neandertalern zugewiesen, doch konnte Stefano Benazzi von der Universität Wien 2011 nachweisen, dass es sich um Zähne eines anatomisch modernen Menschen handelt.

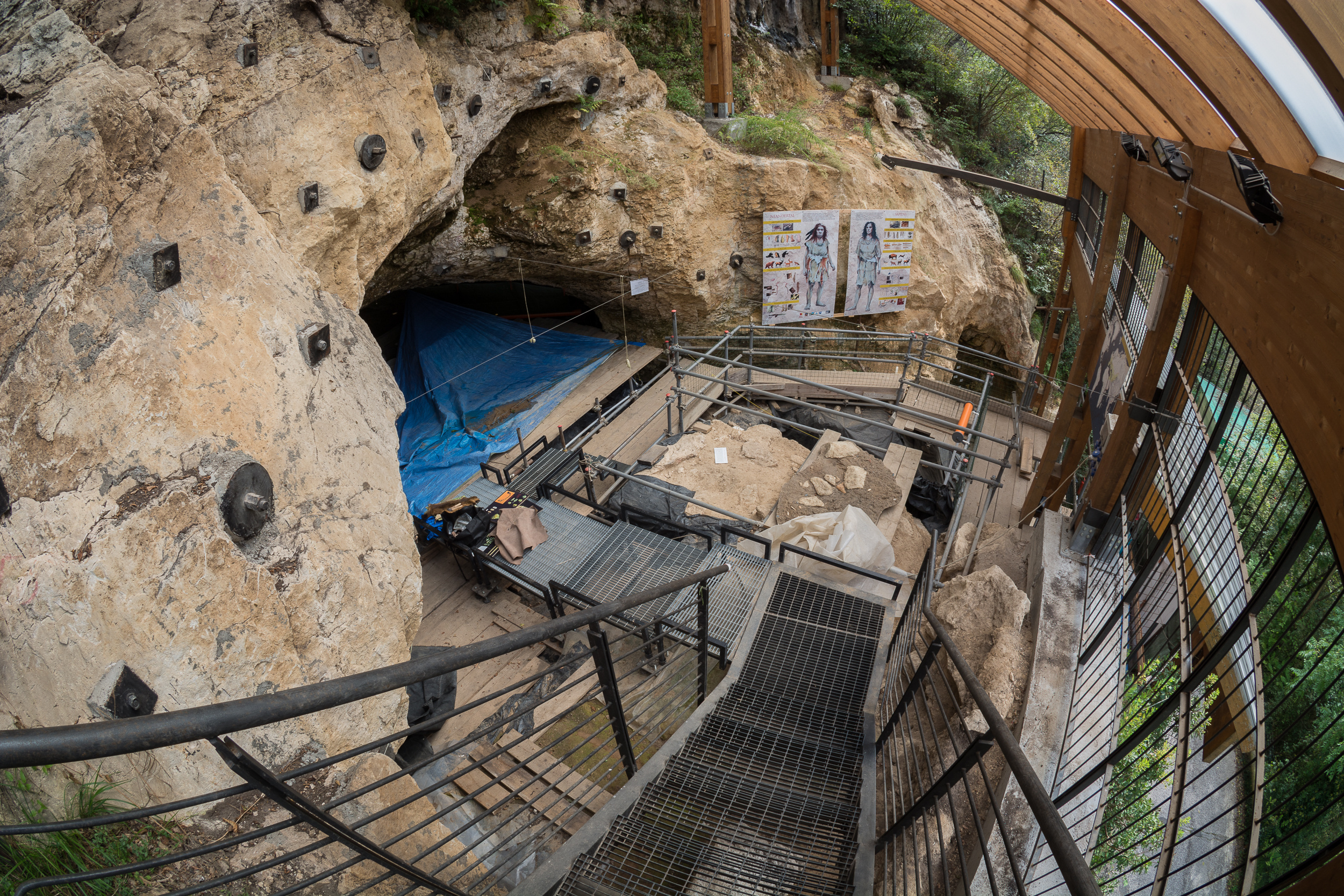
Grabungen in der Grotta di Fumane in Venetien, 2014

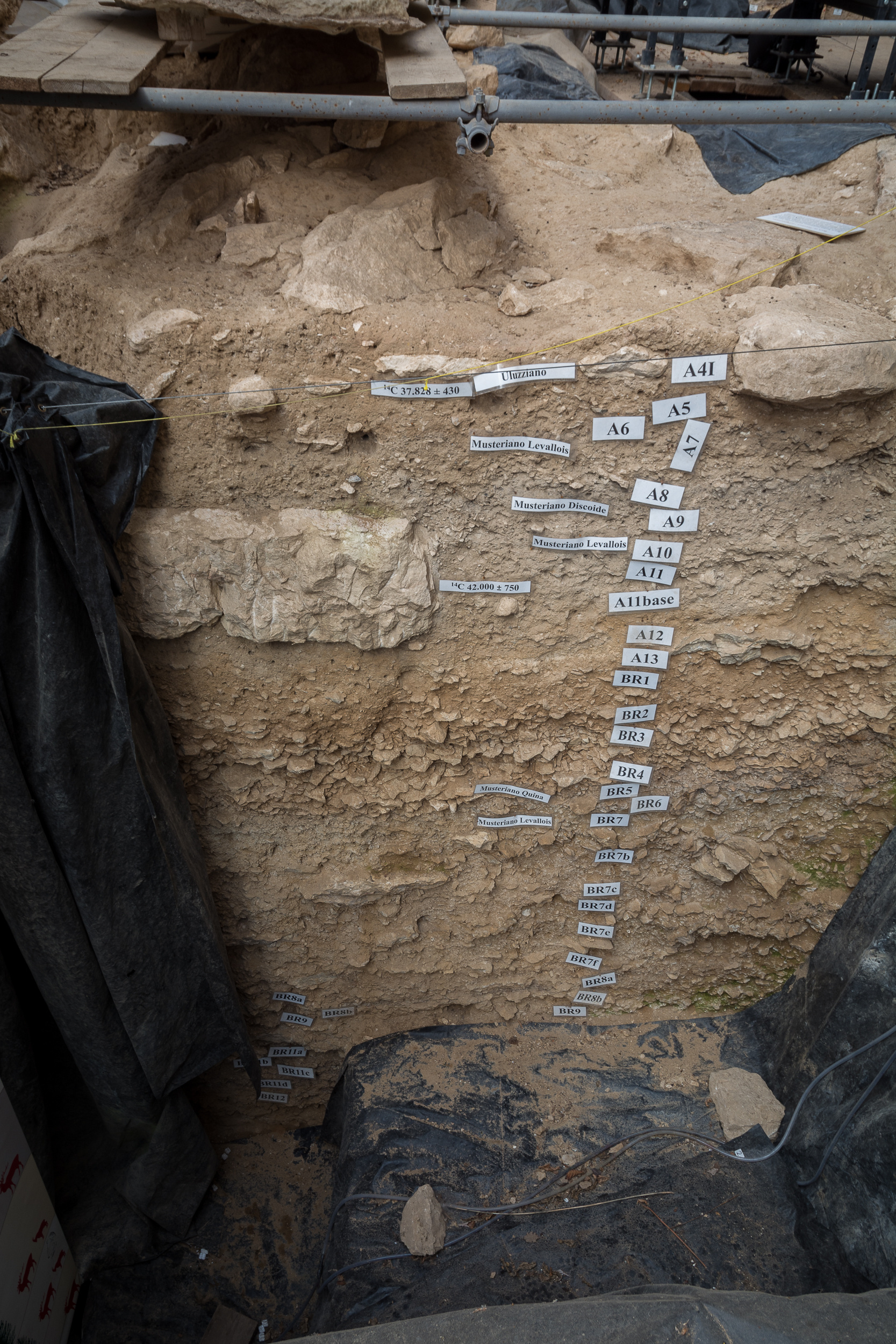
Profil mit Kennzeichnung der Straten im Eingangsbereich der Fumane-Höhle

Uluzzien-Funde gab es bis 2007 nur im Süden der Halbinsel, doch fanden sich Uluzzienanzeichen in diesem Jahr auch in der Grotta della Fabbrica in der toskanischen Maremma. Wichtigste Fundorte in Apulien sind neben der besagten Grotta del Cavallo die Grotta Bernardini und die Grotta Riparo di Uluzzo; in Kampanien sind dies die Cala- und die Castelcivita-Höhle – letztere weist ein Alter von 32.500 bis 33.500 Jahren auf. Die Ähnlichkeit mit Funden in der Klisoura-Höhle auf der Peloponnes ist inzwischen umstritten. In der Grotta di Fumane, 18 km nordwestlich von Verona gelegen, fanden sich Malereien, die dem Uluzzien angehören. Auch fanden sich dort während der Grabungen zwischen 1989 und 2011 insgesamt vier Zähne, von denen drei dem Mousterien (Fumane 1, 4, 5) und einer dem Uluzzien (Fumane 6) zugeordnet wurden. Dabei ließ sich Fumane 6 nicht sicher dem anatomisch modernen Menschen zuordnen.
Neben den wenigen anatomischen Merkmalen und den Veränderungen in der Steinbearbeitung durch ein neues Konzept kam es auch zu Veränderungen im Umgang mit den erbeuteten Tieren.
Die Chronologie der Uluzzien-Technologie, wie sie sich in der Grotta Fumane darstellt, weist in der Siedlung sowie Stein- und Knochenverarbeitung eine erhebliche Dynamik auf, denn ihre ältesten Artefakte stehen eher dem Moustérien nahe, die jüngeren dem Aurignacien. Die Abschlagindustrie basiert in der Frühphase auf der Levalloistechnik, die zunehmend durch Abschlagprozeduren verdrängt wird, durch die Abschläge und Klingen entstanden, aber auch Rückenmesser.